# Battle for the Planet of the Apes
Battle for the Planet of the Apes (La batalla del planeta de los simios en Hispanoamérica y La conquista del planeta de los simios en España) es una película de ciencia ficción de 1973 dirigida por J. Lee Thompson; es la quinta de la franquicia El planeta de los simios.

## Argumento
Contada en flashback en el siglo XXI, con una secuencia panorámica por el Legislador (John Huston) (encargado de "América del Norte - 2670 AD"), esta secuela sigue al líder simio, César (Roddy McDowall), doce años después de la revolución que lideró en la película anterior, La rebelión de los simios. En esta sociedad post-nuclear, César intenta cultivar la paz entre los simios y los humanos supervivientes. Un general gorila llamado Aldo (Claude Akins), sin embargo, se opone a esto y planea la caída de César. César está casado con Lisa (Natalie Trundy), la chimpancé de la película anterior, y tienen un hijo, llamado Cornelius (Bobby Porter) en honor al padre de César.
César lamenta nunca haber conocido a sus padres hasta que su asistente humano MacDonald (Austin Stoker) le habla de archivos cinematográficos de sus padres, donde también se puede aprender sobre el futuro. Los archivos se encuentran en la Ciudad Prohibida, ahora una ruina radiactiva. Después de obtener armas de la armería, César viaja con MacDonald y Virgil (Paul Williams) a la Ciudad Prohibida y se cuela para encontrar los archivos. Sin embargo, hay personas con cicatrices de radiación que todavía viven allí bajo el mando del gobernador Kolp (Severn Darden). César y su grupo logran observar las grabaciones de Cornelius y Zira y aprenden sobre el futuro del mundo, pero apenas tienen tiempo para estudiar las cintas antes de tener que escapar para no ser capturados. César convoca una reunión para informar sobre sus descubrimientos en la Ciudad Prohibida. Aldo se queja cuando algunos seres humanos se presentan, y lidera un grupo de gorilas a distanciarse.
Un equipo de exploradores enviados por el gobernador Kolp desde la Ciudad Prohibida regresan y le relatan lo de la Ciudad Simio. Kolp considera este viaje encubierto de César como un acto de espionaje. Su ayudante, Méndez (Paul Stevens), cree que no hizo nada malo y debe ser dejado en paz, pero el gobernador Kolp obstinadamente declara la guerra a Ciudad Simio, reuniendo partidarios para destruir la sociedad de simios.
Aldo está furioso de que César quiera coexistir pacíficamente con los humanos, y proyecta un golpe de estado con el fin de convertirse en el líder simio. Cornelius escucha esto mientras intenta recuperar su ardilla mascota que se ha escapado en un árbol cercano. Aldo lo ve y corta la rama del árbol en la que se encuentra Cornelius, hiriéndolo críticamente. Después de que un par de gorilas exploradores es atacado por los humanos (aunque los gorilas asestan el primer golpe, en este caso al matar a un explorador humano de antemano), Aldo ordena que todos los seres humanos sean acorralados y conduce a los gorilas a saquear el arsenal de armas. Cornelius finalmente muere de sus heridas, dejando a César devastado, pero no sin dejarle una advertencia sobre el golpe de Aldo.
Es en ese momento que las fuerzas de Kolp lanzan su ataque contra Ciudad Simio. El ataque inicial tiene éxito mutante, lo que obliga a César a pedir a los defensores retirarse. Cuando Kolp encuentra a César tumbado entre decenas de sus congéneres, amenaza con matarlo, pero los simios caídos, que fingían estar muertos por órdenes de César, lanzan un contraataque que captura a la mayor parte de los mutantes. Kolp y sus fuerzas restantes son asesinados por las tropas de Aldo al intentar retirarse.
Después de la batalla, Aldo quiere matar a los seres humanos encerrados, pero César los protege. Aldo declara que se debe matar a César si continúa su protección a los seres humanos. Antes de que pueda llevar esto a cabo, Virgil revela la mano de Aldo en la muerte de Cornelius y la ruptura de la ley más sagrada de la comunidad simia ("Un simio nunca debe matar a otro simio"). Un enfurecido César persigue a Aldo a un árbol grande, y esto provoca la muerte de Aldo al caer al vacío. Después, César intenta liberar a los seres humanos, pero estos se niegan a abandonar el encierro hasta que los humanos sean tratados como iguales. César se da cuenta de que los simios son tan despreciables como los antiguos dueños de esclavos, y los simios y los seres humanos entonces deciden convivir en pie de igualdad y comenzar una nueva sociedad.
El Legislador termina la narración (que se lleva a cabo más de 600 años después) a un grupo de jóvenes humanos y simios. Las dos especies han continuado conviviendo en paz. Cuando un niño pregunta: "¿Quién conoce el futuro?", El Legislador responde: "Tal vez, sólo los muertos." Un primer plano de una estatua de César muestra una sola lágrima que cae de un ojo.